# Réalisme néoclassique

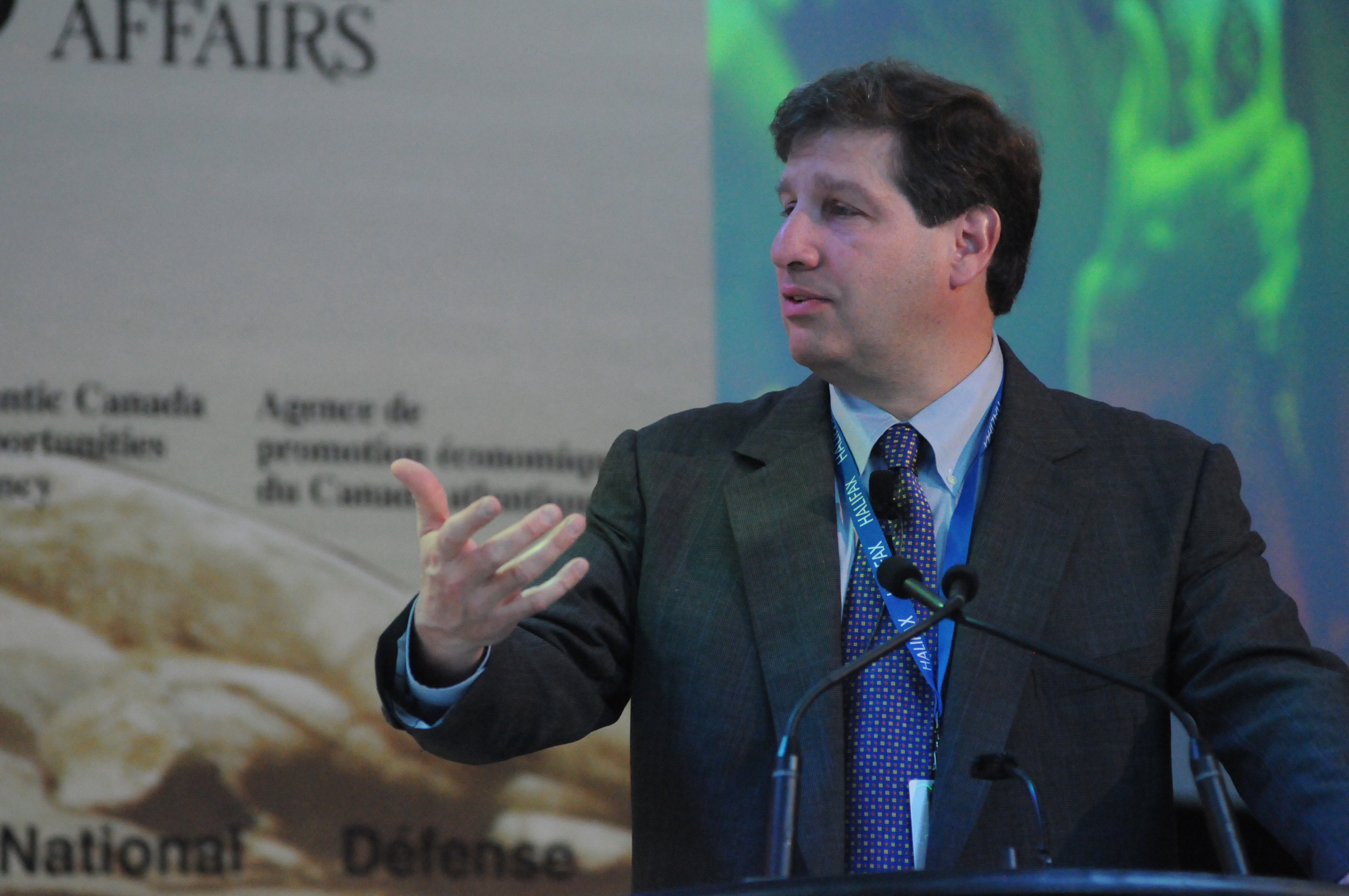
Gideon Rose, rédacteur en chef du magazine Foreign Affairs en 2012 au Halifax International Security Forum.

Le réalisme néoclassique est une des différentes approches d'analyse de politique étrangère. Inventé par Gideon Rose dans un article de la revue World Politics en 1998, il s'agit d'une combinaison de théories réalistes classiques et néoréalistes – en particulier de réalisme défensif.
Le réalisme néoclassique soutient que les actions d'un État dans le système international peuvent être expliquées par des variables systémiques intermédiaires, telles que la répartition des capacités de pouvoir entre les États ; les variables cognitives, comme les perceptions bonne ou erronée des pressions systémiques, des intentions ou des menaces d'autres États ; et des variables nationales, telles que les institutions étatiques, les élites et les acteurs sociaux qui affectent le pouvoir et la liberté d'action des décideurs en matière de politique étrangère.

## Théorie
Tout en restant fidèle au concept réaliste d'équilibre des puissances, le réalisme néoclassique ajoute en outre que la méfiance et l'incapacité des États à se percevoir correctement, ou l'incapacité des chefs d'État à mobiliser la puissance de l'État et le soutien du public, peuvent entraîner des déséquilibres au sein du système international, la montée et la chute des grandes puissances et la guerre. Il existe quatre variantes de la balance des puissances :
- Un équilibre approprié se produit lorsqu'un État perçoit correctement les intentions d'un autre État et s'équilibre en conséquence.
- Un équilibrage inapproprié  ou un déséquilibrage se produit lorsqu'un État perçoit à tort un autre État comme menaçant et utilise plus de ressources qu'il n'en a besoin pour équilibrer la balance des pouvoirs. Cela provoque un déséquilibre.
- Le sous-équilibrage se produit lorsqu'un État ne parvient pas à s'équilibrer. Cela peut être, soit par inefficacité, soit par perception erronée d'un État comme moins menaçant qu'il ne l'est réellement. Cela provoque un déséquilibre.
- Le non-équilibrage se produit lorsqu'un État évite l'équilibrage par le Buck passing, le bandwagoning ou d'autres techniques d'évasions. Un État peut choisir de le faire pour un certain nombre de raisons, y compris une incapacité à équilibrer.

## Critiques
Selon une étude, le réalisme néoclassique a principalement été critiqué pour son « incohérence ontologique et épistémologique apparente ».  Une étude parue en 1995 critique le réalisme néoclassique pour englober « presque tout l'univers de la théorie des relations internationales » et étiré le réalisme « au-delà de toute reconnaissance ou utilité ». Selon Stephen Walt, Professeur de relations internationales à Harvard, l'un des principaux défauts du réalisme néoclassique est qu'il "a tendance à incorporer des variables nationales de manière ad hoc, et ses partisans n'ont pas encore identifié quand ces variables ont une influence plus ou moins grande".

## Exemples d'utilisation de la théorie
Le réalisme néoclassique a été utilisé pour expliquer un certain nombre de cas déroutants de politique étrangère, comme la volatilité des relations entre la Corée du Sud et le Japon, la politique étrangère de l'Italie fasciste (1922-1943), les prises de décision de Slobodan Milosevic lors de la guerre du Kosovo en 1999, la survenance des guerres de la morue entre l'Islande et le Royaume-Uni, et les choix en politique étrangère de l'Iran après les invasions américaines de l'Afghanistan et de l'Irak. Les partisans de la théorie soutiennent que la théorie est particulièrement utile pour expliquer les cas qui vont à l'encontre d'autres théories des relations internationales, en raison de son incorporation de variables nationales.

## Réalistes néoclassiques notables
Les personnes sont mentionnées comme réalistes néoclassiques, suivie de l'année de publication de l'œuvre associée à cette classification comprennent : 
- William Wohlforth (1993)
- Thomas J. Christensen (1996)
- Jennifer Sterling Folker (1997)
- Gédéon Rose (1998)
- Randall Schweller (1998)
- Farid Zakaria (1998)
- Robert Jervis (1999)
- Anders Wivel (2005)
- Colin Dueck (2006)
- Jeffrey Taliaferro (2006)
- Norrin Ripman (2009)
- Steven Lobell (2009)[11]
- Asle Toje (2010)
- Tom Dyson (2010)
- Nicolas Cuisine (2010)
- Robert Wihart (2013)
- Michel Foulon (2015)
- Elias Gotz (2019)
- Henrik Larsen (2019)[12]
- Gustave Meibauer (2020)